# HMS Superb (1760)
HMS Superb (1760) — 74-пушечный линейный корабль 3 ранга Королевского флота, третий корабль под названием Superb (превосходный). Заказан 28 декабря 1757 года. Название присвоено 1 февраля 1758 года. Спущен на воду 19 февраля 1760 года на королевской верфи Дептфорд. Достроен 19 декабря 1760.

## Постройка
Принадлежал к типу Bellona. Был в числе первых пяти 74-пушечных, одобренных (31 января 1758 года) со вступлением лорда Ансона на пост Первого лорда. Они положили начало целому ряду типов 74-пушечных, также спроектированных Слейдом. Все они были вариациями на тему Bellona, общим числом свыше 40, хотя несколько отличались размерами, а в точности по этому чертежу построены только 5 кораблей.

## Служба

### Семилетняя война
Вступил в строй в ноябре 1760 года, капитан Джошуа Роули (по 1763 год);
1761 — апрель, с эскадрой Кеппеля был при острове Бель-Иль.
1762 — июнь, совместно с HMS Gosport (капитан Джервис) и HMS Danaë защитил комбинированный вест- и ост-индский конвой от нападения эскадры коммодора де Терне́; позже отправлен на усиление в Северную Америку.
1763 — март, выведен в резерв и рассчитан; 17 сентября обследован, записей о ремонте нет; возвращён в строй в октябре, в качестве брандвахты в Портсмуте, капитан Роберт Хаторн (англ. Robert Hathorn).

### Межвоенный период
1764 — апрель, переоборудован под брандвахту там же; позже совершил поход в Вест-Индию в качестве войскового транспорта; затем снова брандвахта в Портсмуте.
1767 — капитан Джонатан Фолкнор (англ. Jonathan Faulknor), по-прежнему брандвахта в Портсмуте.
1768 — наскочил на камни в бухте Корк, но снят и отремонтирован; февраль, переоборудован в Портсмуте под войсковой транспорт.
1770 — май, выведен в резерв; с марта 1770 по февраль 1772 года ремонт между малым и средним в Портсмуте.

### Американская революционная война
1778 — июль, возвращён в строй, флагман контр-адмирала Хьюза (по 1783 год), капитан Роберт Саймонтон (англ. Robert Simonton); ноябрь, оснащение в Портсмуте.
1779 — 7 марта ушёл с Хьюзом в Ост-Индию.
1780 — 8 декабря участвовал в уничтожении судоходства в Мангалоре.
1782 — январь, капитан Уильям Стивенс (англ. William Stevens); 11 февраля был при штурме форта Оостенберг (Тринкомали); 17 февраля флагман при Садрасе; 1 марта капитан Стивенс умер; вместо него коммандер (с апреля — капитан) Данбар Маклеллан (англ. Dunbar Maclellan); 12 апреля флагман при Провидиене; 6 июля флагман при Негапатаме, капитан Маклеллан убит; с июля капитан Генри Ньюкам (англ. Henry Newcome); 3 сентября флагман при Тринкомали.
1783 — 20 июня флагман при Куддалоре; обшит медью в Бомбее;
7 ноября 1783 года получил пробоину и затонул на рейде Телличери (Бомбей).